# The Curse of Monkey Island
The Curse of Monkey Island (A Maldição da Ilha dos Macacos no Brasil) é um jogo de aventura, desenvolvido e publicado pela LucasArts, e o terceiro jogo da série Monkey Island. Ele foi lançado em 1997 e seguiu os jogos de sucesso The Secret of Monkey Island e Monkey Island 2: Revenge LeChuck. O jogo é o décimo segundo e último jogo da LucasArts a usar o motor de jogo SCUMM, que foi amplamente atualizado em sua última versão antes de ser substituído pelo motor GrimE para o próximo jogo da série, Escape from Monkey Island. The Curse of Monkey Island é o primeiro jogo da série Monkey Island a incluir dublagem, e tem um estilo gráfico mais cartunesco do que os jogos anteriores.
A história do jogo gira em torno Guybrush Threepwood, um aspirante a pirata que deve retirar uma maldição de sua amada Elaine Marley. Conforme a história avança, ele tem que lidar com um bando de piratas misteriosos, um bucaneiro rival francês estereotipado e um bando de contrabandistas, assim como o seu velho inimigo LeChuck.

## Jogabilidade
The Curse of Monkey Island é um jogo de aventura point-and-click. O motor de jogo SCUMM também foi utilizada neste Monkey Island, mas foi atualizada para um "moeda de verbos" (modelada segundo Full Throttle), uma interface que consiste em um menu em forma de moeda, com três símbolos: uma mão, um crânio e um papagaio, basicamente, representando as ações relacionadas com as mãos, olhos e boca, respectivamente. Estes ícones implicam as ações que Guybrush pode realizar com um objeto. O ícone de mão, normalmente significa ações como pegar algum objeto, operar um mecanismo ou bater em alguém, o ícone do crânio é principalmente usado para examinar ou observar objetos e o ícone do papagaio é utilizado para comandar Guybrush a falar com alguém ou abrir uma garrafa com os dentes. O inventário e ações são, portanto, visíveis ao clicar, em vez de ficarem na parte inferior da tela como nos jogos de aventura anteriores da LucasArts.
O jogador controla um cursor branco em forma de 'X' com o mouse, que fica vermelho ao pousar sobre um objeto (ou pessoa) com que Guybrush pode interagir. Segurar o botão esquerdo do mouse sobre um objeto, seja dentro ou fora do inventário, faz aparecer o menu de moeda, enquanto o botão direito realiza a ação mais óbvia com esse objeto em particular. Clicar com o botão direito sobre uma porta, por exemplo, faz Guybrush tentar abri-la, enquanto clicar o botão direito sobre uma pessoa significa falar com ele ou ela.

## Enredo
Guybrush Threepwood está à deriva no mar em um carro de bate-bate flutuante, incapaz de se lembrar de como escapou do parque de diversões Big Whoop . Ele se aproxima da Ilha do Saque (Plunder Island), governada por seu amor, Elaine Marley e que está sob o cerco do pirata zumbi LeChuck. LeChuck captura-o e o tranca no porão do navio. Buscando uma maneira de sair, Guybrush dispara um canhão desamarrado (fazendo com que LeChuck solte uma bala de canhão mágica vodu e exploda), encontra um anel de diamantes com o tesouro do navio, e escapa da embarcação que afunda. Ele se reencontra com Elaine e propõe casar-se com ela com o anel de diamante. No entanto, descobre-se que o anel é amaldiçoado, e quando Elaine o coloca, ela é transformada em uma estátua de ouro e roubada por saqueadores.
A Senhora do Vodu diz a Guybrush que ele deve viajar para a Ilha do Sangue (Blood Island) para encontrar um anel de diamante de maior valor para quebrar o feitiço. Guybrush recupera a estátua de Elaine, encontra um mapa para a Ilha do Sangue e arranja um navio e sua tripulação para levá-lo até lá. Na viagem, o navio é atacado pelo Capitão Rottingham, que rouba o mapa. Depois de muita prática, Guybrush aprende a luta de espadas com insultos marítima e derrota Rottingham na batalha seguinte, recuperando o mapa. No entanto, logo depois, Guybrush do navio encalha na Ilha do Sangue no meio de uma tempestade, a estátua-Elaine é lançada para terra firme, e a tripulação se amotina. Enquanto isso, LeChuck inadvertidamente é revivido como um demônio-pirata pirocinético por um pirata que vasculhava o cadáver, e navega de volta para o seu parque na Ilha dos Macacos para organizar a captura de Guybrush e Elaine.
Sozinho na ilha do Sangue, Guybrush conhece os moradores locais, incluindo os canibais de Monkey Island, sabe de uma triste história de amor perdido, e finge sua morte para entrar em uma cripta e segura um novo anel de noivado. Ele joga cartas com os contrabandistas, a fim de adquirir um diamante não-amaldiçoado, combina os dois para fazer um novo anel, e retorna Elaine ao normal. Os dois compartilham um momento antes de exército de esqueletos de LeChuck raptá-los.
LeChuck transforma Guybrush em uma criança mais uma vez e deixa-o no parque de diversões Big Whoop com Elaine. Usando uma cura para ressaca descoberta na Ilha do Sangue, Guybrush se torna adulto novamente e vai para a Montanha-Russa da Morte para enfrentar LeChuck. Guybrush improvisa um explosivo e desencadeia uma avalanche, enterrando LeChuck sob o parque temático. Guybrush e Elaine casam-se e partem para a sua lua-de-mel, enquanto vários amigos encontrados em suas aventuras dão-lhes adeus.

## Desenvolvimento
O criador de Monkey Island Ron Gilbert deixou a série depois de Monkey Island 2, e os novos líderes do projeto foram Jonathan Ackley e Larry Ahern, ambos os quais haviam trabalhado em Full Throttle (a interface do jogo foi adotada quase que totalmente). O artista de cenários principal foi Bill Tiller.
Durante a produção, exemplos de grandes mudanças incluem o reforço do papel de Murray, o crânio falante. Originalmente destinado a ser apresentado apenas no primeiro capítulo, ele provou ser tão popular com jogadores-teste que ele foi reescrito para aparecer em vários pontos no jogo mais tarde.
Mais tarde o jogo foi relançado em um CD-ROM compilação de jogos Monkey Island, junto comThe Secret of Monkey Island e Monkey Island 2: LeChuck's Revenge chamado Monkey Island BountyPack .O jogo deixa uma lacuna na série para usuários de Macintosh, pois nunca foi oficialmente lançado para a plataforma (embora o software livre ScummVM possa ser usado para jogar TheCurse of Monkey Island em um Mac).
Depois que o jogo foi lançado, um filme de Monkey Island estava em projeto. Isso só foi revelado quando Tony Stacchi, um artista conceitual para o projeto, enviou o seu trabalho para The Scumm Bar, um fã site de Monkey Island. O filme foi cancelado nos estágios iniciais de desenvolvimento, mas Tony Stacchi publicou as artes em seu portfólio.

### Áudio
Michael Land, que forneceu a música para os primeiros dois jogos, mais uma vez, compôs a partitura musical para a trilha sonora.The Curse of Monkey Island foi o primeiro jogo da série a ser dublado. O elenco de voz principal consistiu em Dominic Armato como Guybrush Threepwood; Alexandra Boyd como Elaine Marley e Filho Pirata; Earl Boen como LeChuck; Denny Delk como Murray, Skully, Pai e Pirata; Neil Ross como Wally B. Feed; Alan Young como Haggis McMutton (Buchada McBode no Brasil); Michael Sorich como Edward Van Helgen e Charles DeGoulash (Noivo Fantasma); Gregg Berger como Cutthroat Bill (Bill Cortagoela); e Leilani Jones Wilmore como a Senhora do Vodu. Outros dubladores incluem Kay E. Kuter como Griswold Goodsoup/Boncaldo, Tom Kane, como Capitão René Rottingham e o Galês Voador, Patrick Pinney como Stan, e Victor Raider-Wexler como Slappy Cromwell e o Snowcone Man. O jogo ainda as tem estrelas convidadas especiais Mary Kay Bergman como Minnie "Stronie" Goodsoup/Boncaldo (Noiva Fantasma), Gary Coleman como Kenny Falmouth, e o futuro ator de Angel Glenn Quinn como Pirata #5.

### Diferenças em versões localizadas
As versões do jogo em línguas que não o inglês omitiram a secção no início do CD 2, onde a tripulação de Guybrush canta a música "A Pirate I Meant to Be". Nesta seção, Guybrush tem que parar com o canto da tripulação, no entanto, em cada tentativa, eles apenas iniciam uma nova estrofe rimando com o verso escolhido pelo jogador, até que ele diz um verso que termina com a palavra "orange" (que não possui rima em inglês) que faz a música impossível de continuar. Como toda a seção se baseia em rima da língua inglesa, ela foi removida da versão internacional do jogo.

## Recepção
The Curse of Monkey Island recebeu quase uniformemente críticas positivas da mídia. A revista Computer Gaming World, disse que "ele se junta ao panteão sagrado dos clássicos cômicos da LucasArts", e que "jogos de computador raramente ficam mais divertidos do que isso". A GameSpot elogiou o estilo gráfico por fazer do jogo "tão divertido de ver quanto de jogar". A Just Adventure enfatizou que "a música é a melhor que eu já ouvi em um jogo; [...] nunca para e nunca é chata; é sempre uma alegria". A RPGFan comentou que a "adição de gráficos detalhados e diálogo falado real conseguiu levar a história já hilariante para um nível totalmente novo". A Adventure Classic Gaming teceu críticas ao enredo, dizendo que "alguns [...] podem criticar as inúmeras reviravoltas absurdas neste jogo", enquanto que "alguns podem apenas chamá-las de escrita criativa!", e a Adrenaline Vault comparou The Curse of Monkey Island com o gênero de aventura como um todo, dizendo: "Os dois sinais vitais de um jogo de aventura são um bom enredo juntamente com um forte diálogo. Este jogo tem ambos, em abundância."
Apesar de a Adventure Gamers citar que a "recusa de levar-se a sério" do estilo gráfico acrescenta "imensamente ao charme do jogo", eles acharam os personagens secundários "criminalmente subdesenvolvidos" e o final "um anticlímax, deixando o leitor a pensar que ele poderia ter feito muito mais se os programadores do jogo tivessem permitido". O final abrupto do jogo recebeu críticas da GameSpot, Just Adventure e Computer Gaming World, o último tendo dito que o final do jogo era "a única real decepção". A PC Zone descreveu que, devido à introdução de gráficos cartum "para os devotos dos dois primeiros títulos de Monkey de algo minúsculo e quase intangível foi perdido", mesmo assim dando ao jogo uma nota 92/100, elogiando a dublagem e o humor do jogo.
Em 1998, The Curse of Monkey Island foi indicado ao primeiro Interactive Achievement Awards, prêmio da Academia de Artes E Ciências Interativas, nas categorias "Jogo de Aventura para Computadores do Ano" e "Melhor Arte/Gráficos".